# Alessandro Minelli
Alessandro Minelli (Treviso, 20 dicembre 1948) è un biologo e zoologo italiano, docente presso l'Università di Padova.

## Biografia
Alessandro Minelli nasce a Treviso e si laurea in Scienze Naturali all'Università di Padova nel 1970. Ha iniziato la sua attività di ricerca dedicandosi a problemi di sistematica zoologica (soprattutto riferita ai miriapodi) e di filogenesi, per poi indirizzarsi verso la biologia evolutiva dello sviluppo (evo-devo). Quanto alla sistematica, ne ha seguito i moderni sviluppi anche sul piano molecolare e ne ha affrontato criticamente i concetti fondamentali ed i metodi operativi. Nel campo della biologia evoluzionistica dello sviluppo, ha lavorato sia sul piano sperimentale (inclusi gli aspetti molecolari) che su quello teorico e modellistico. Si è occupato anche di biodiversità, coordinando la realizzazione di una checklist delle specie della fauna italiana.
Nel 1995 è nominato presidente dell'International Commission on Zoological Nomenclature (ICZN)) incarico che manterrà sino al 2001. Dal 1997 al 1999 è vice presidente del European Society for Evolutionary Biology (ESEB). È socio onorario dell'Accademia Gioenia di Catania.

## Premi e riconoscimenti
- "Medaglia d'oro" dall'Accademia Nazionale delle Scienze detta dei XL (2002).
- "Premio Ferrari-Soave" dall'Accademia delle Scienze di Torino (2005)
- "Charles Davies Sherborn Award" (2008)[5]

## Pubblicazioni
- Minelli A. – Perspectives in Animal Phylogeny and Evolution. xiii+345 pp. Oxford: Oxford University Press (Jan. 2009)
- Minelli A. – Forms of Becoming. 242 pp. Princeton: Princeton University Press (April 2009). [Italian: Forme del divenire. xiii+218 pp. Einaudi, Torino (2007)]
- Minelli A. & Fusco G. (eds.) Evolving Pathways. Key Themes in Evolutionary Developmental Biology. xviii+426 pp. Cambridge: Cambridge University Press (2008).
- Minelli A., Ortalli G. & Sanga G. (eds.) – Animal Names. Venezia: Istituto Veneto di Scienze Lettere ed Arti. ix+574 pp. (2005).
- Minelli A. – Evo-Devo. 109 pp. Roma: Nuova Argos (2004).
- Minelli A. – The Development of Animal Form. Cambridge-New York, Cambridge University Press (2003).[6]
- Minelli A., La fauna in Italia, Touring club Italiano, 2002, ISBN 9788836526215.
- Minelli A., Osserviamo gli animali, illustrazioni di Piero Cattaneo, Luciano Corbella e Flavio Ghiringhelli, Milano, Arnoldo Mondadori Editore, 1976, SBN RAV0170064.